# Discografia de Alan Jackson
Alan Jackson é um cantor de música country norte-americano. Primeiramente o artista assinou contrato com a Arista Nashville Records, e permaneceu com eles de 1989 a 2011. Ele lançou catorze álbuns de estúdio, dois álbuns de Natal, sete coletâneas e um álbum de tributo para a gravadora. Suas duas primeiras coletâneas (The Greatest Hits Collection de 1995 e Greatest Hits Volume II de 2003), bem como o seu álbum de estúdio de 1992 A Lot About Livin' (And a Little 'bout Love) são as suas mais altas certificações de álbuns, cada um certificado 6 × Platina pela Recording Industry Association of America, com vendas nos EUA de mais de seis milhões. Todos álbum de estúdio de Jackson, exceto o seu álbum atual, Freight Train, foram todos certificados Ouro ou superior nos EUA.
Além de lançar álbuns countrys, em 2006, ele lançou Precious Memories, um álbum composto por músicas cristãs, bem como música gospel. O álbum foi um sucesso comercial, sendo o número um nas paradas musicais Top Country Albums e Top Christian Albums. É um dos vários álbuns de platina de Jackson.
Dos sessentas singles de Jackson, 57 atingiram o Top 40 ou mais nas paradas de singles country da Billboard , incluindo 26 hits número um. Destes, dois foram listados pela Billboard como a canção número um do ano na Billboard Year-End: "Don't Rock the Jukebox ", em 1991, e "Chattahoochee" em 1993.

## Álbuns de estúdio

### Década de 1990
| Here in the Real World                       | - Data de lançamento: 27 de fevereiro de 1990 - Gravadora: Arista Nashville - Formatos: CD, cassete | 4 | 57 | — | —  | —  | —   | - CAN: 2× Platina - US: 2× Platina |
| Don't Rock the Jukebox                       | - Data de lançamento: 14 de maio de 1991 - Gravadora: Arista Nashville - Formatos: CD, cassete      | 4 | 17 | 6 | —  | —  | —   | - CAN: 2× Platina - US: 4× Platina |
| A Lot About Livin' (And a Little 'bout Love) | - Data de lançamento: 9 de outubro de 1992 - Gravadora: Arista Nashville - Formatos: CD, cassette   | 1 | 13 | 5 | 22 | —  | —   | - CAN: 3× Platina - US: 6× Platina |
| Who I Am                                     | - Data de lançamento: 28 de junho de 1994 - Gravadora: Arista Nashville - Formatos: CD, cassete     | 1 | 5  | 1 | 8  | —  | —   | - CAN: 2× Platina - US: 4× Platina |
| Everything I Love                            | - Data de lançamento: 29 de outubro de 1996 - Gravadora: Arista Nashville - Formatos: CD, cassete   | 1 | 12 | 1 | 29 | —  | 192 | - US: 3× Platina                   |
| High Mileage                                 | - Data de lançamento: 1 de setembro de 1998 - Gravadora: Arista Nashville - Formatos: CD, cassete   | 1 | 4  | 1 | 28 | 32 | —   | - CAN: Platina - US: Platina       |
| Under the Influence                          | - Data de lançamento: 26 de outubro de 1999 - Gravadora: Arista Nashville - Formatos: CD, cassete   | 2 | 9  | 4 | 36 | —  | —   | - US: Platina                      |
| "—" denotes releases that did not chart      | |   |    |   |    |    |     |                                    |

### Década de 2000
| When Somebody Loves You                 | - Data de lançamento: 7 de novembro de 2000 - Gravadora: Arista Nashville - Formatos: CD, cassete          | 1 | 15 | — | — | —  | —  | —  | —   | - CAN: Ouro - US: Platina                   |
| Drive                                   | - Data de lançamento: 15 de janeiro de 2002 - Gravadora: Arista Nashville - Formatos: CD, cassete          | 1 | 1  | — | 1 | 33 | 11 | —  | 191 | - AUS: Ouro - CAN: Platina - US: 4× Platina |
| What I Do                               | - Data de lançamento: 7 de setembro de 2004 - Gravadora: Arista Nashville - Formatos: CD, music download   | 1 | 1  | — | 2 | 39 | 10 | —  | 183 | - US: Platina                               |
| Precious Memories                       | - Data de lançamento: 28 de fevereiro de 2006 - Gravadora: Arista Nashville - Formatos: CD, music download | 1 | 4  | 1 | — | —  | —  | —  | —   | - US: Platina                               |
| Like Red on a Rose                      | - Data de lançamento: 26 de setembro de 2006 - Gravadora: Arista Nashville - Formatos: CD, music download  | 1 | 4  | — | 8 | 41 | 11 | —  | 177 | - US: Ouro                                  |
| Good Time                               | - Data de lançamento: 4 de Março de 2008 - Gravadora: Arista Nashville - Formatos: CD, music download      | 1 | 1  | — | 3 | 21 | 2  | 66 | 124 | - AUS: Ouro - CAN: Ouro - US: Platina       |
| "—" denotes releases that did not chart | |   |    |   |   |    |    |    |     |                                             |

### Década de 2010
| Título            | Detalhes | Posições nas paradas | Posições nas paradas | Posições nas paradas | Posições nas paradas | Posições nas paradas | Posições nas paradas | Posições nas paradas | Posições nas paradas |
| Título            | Detalhes | US Country           | US                   | AUS                  | CAN                  | NOR                  | SWE                  | SWI                  | UK                   |
| ----------------- | --- | -------------------- | -------------------- | -------------------- | -------------------- | -------------------- | -------------------- | -------------------- | -------------------- |
| Freight Train     | - Data de lançamento: 30 de março de 2010 - Gravadora: Arista Nashville - Formatos: CD, music download                      | 2                    | 7                    | 25                   | 8                    | 2                    | 32                   | 65                   | 142                  |
| Thirty Miles West | - Data de lançamento: 05 de junho de 2012 - Gravadora: Alan's Country Records, EMI Nashville - Formatos: CD, music download | 1                    | 2                    | 16                   | 9                    | 1                    | 27                   | 44                   | 109                  |

## Álbuns de compilação
| The Greatest Hits Collection[A]                           | - Data de lançamento: 24 de outubro de 1995 - Gravadora: Arista Nashville - Formatos: CD, cassette           | 1  | 5   | 46 | 14 | — | 45 | —  | - CAN: 4× Platina - US: 6× Platina |
| Super Hits                                                | - Data de lançamento: 23 de março de 1999 - Gravadora: Arista Nashville - Formatos: CD, cassette             | 44 | —   | —  | —  | — | —  | —  |                                    |
| Greatest Hits Volume II... and Some Other Stuff           | - Data de lançamento: 12 de agosto de 2003 - Gravadora: Arista Nashville - Formatos: CD, music download      | 1  | 1   | —  | —  | — | —  | —  |                                    |
| Greatest Hits Volume II                                   | - Data de lançamento: 16 de dezembro de 2003 - Gravadora: Arista Nashville - Formatos: CD, music download    | 2  | 19  | 24 | 2  | 3 | —  | 47 | - CAN: 4× Platina - US: 6× Platina |
| The Very Best of Alan Jackson                             | - Data de lançamento: 14 de Junho de 2004 - Gravadora: Sony BMG International - Formatos: CD, music download | —  | —   | —  | —  | — | —  | —  |                                    |
| Live at Texas Stadium (com George Strait e Jimmy Buffett) | - Data de lançamento: 3 de abril de 2007 - Gravadora: Mailboat Records - Formatos: CD, music download        | 4  | 11  | —  | —  | — | —  | —  |                                    |
| 16 Biggest Hits                                           | - Data de lançamento: 7 de agosto de 2007 - Gravadora: Arista Nashville - Formatos: CD, music download       | 22 | 147 | —  | —  | — | —  | —  |                                    |
| Songs of Love and Heartache                               | - Data de lançamento: 2 de novembro de 2009 - Gravadora: Cracker Barrel - Formatos: CD                       | 10 | 34  | —  | —  | — | —  | —  |                                    |
| 34 Number Ones                                            | - Data de lançamento: 23 de novembro de 2010 - Gravadora: Arista Nashville - Formatos: CD, music download    | 7  | 37  | 7  | —  | — | —  | —  | - US: Ouro                         |
| "—" denotes releases that did not chart                   | |    |     |    |    |   |    |    |                                    |

## Álbums de Natal
| Honky Tonk Christmas                    | - Data de lançamento: 12 de outubro de 1993 - Gravadora: Arista Nashville - Formatos: CD, cassette | 7 | 42 | 4 | — | —  | - US: Platina |
| Let It Be Christmas                     | - Data de lançamento: 22 de outubro de 2002 - Gravadora: Arista Nashville - Formatos: CD, cassette | 6 | 27 | 2 | 5 | 50 | - US: Ouro    |
| "—" denotes releases that did not chart | |   |    |   |   |    |               |

## Singles

### 1980-1990
| Ano  | Single                      | Posição nas paradas | Posição nas paradas | Álbum                  |
| Ano  | Single                      | US Country          | CAN Country         | Álbum                  |
| ---- | --------------------------- | ------------------- | ------------------- | ---------------------- |
| 1989 | "Blue Blooded Woman"        | 45                  | 86                  | Here in the Real World |
| 1990 | "Here in the Real World"    | 3                   | 1                   | Here in the Real World |
| 1990 | "Wanted"                    | 3                   | 3                   | Here in the Real World |
| 1990 | "Chasin' That Neon Rainbow" | 2                   | 5                   | Here in the Real World |

### 1991-2000
| 1991                                                                     | "I'd Love You All Over Again"                | 1  | —   | 1  |            | Here in the Real World                       |
| 1991                                                                     | "Don't Rock the Jukebox"                     | 1  | —   | 1  |            | Don't Rock the Jukebox                       |
| 1991                                                                     | "Someday"                                    | 1  | —   | 2  |            | Don't Rock the Jukebox                       |
| 1991                                                                     | "Dallas"                                     | 1  | —   | 1  |            | Don't Rock the Jukebox                       |
| 1992                                                                     | "Midnight in Montgomery"                     | 3  | —   | 3  |            | Don't Rock the Jukebox                       |
| 1992                                                                     | "Love's Got a Hold on You"                   | 1  | —   | 1  |            | Don't Rock the Jukebox                       |
| 1992                                                                     | "She's Got the Rhythm (And I Got the Blues)" | 1  | —   | 1  |            | A Lot About Livin' (And a Little 'Bout Love) |
| 1993                                                                     | "Tonight I Climbed the Wall"                 | 4  | —   | 4  |            | A Lot About Livin' (And a Little 'Bout Love) |
| 1993                                                                     | "Chattahoochee"                              | 1  | 46  | 1  | - US: Ouro | A Lot About Livin' (And a Little 'Bout Love) |
| 1993                                                                     | "Mercury Blues"                              | 2  | —   | 2  |            | A Lot About Livin' (And a Little 'Bout Love) |
| 1994                                                                     | "(Who Says) You Can't Have It All"           | 4  | —   | 11 |            | A Lot About Livin' (And a Little 'Bout Love) |
| 1994                                                                     | "Summertime Blues"                           | 1  | 104 | 1  |            | Who I Am                                     |
| 1994                                                                     | "Livin' on Love"                             | 1  | 101 | 1  |            | Who I Am                                     |
| 1994                                                                     | "Gone Country"                               | 1  | —   | 2  |            | Who I Am                                     |
| 1995                                                                     | "Song for the Life"                          | 6  | —   | 11 |            | Who I Am                                     |
| 1995                                                                     | "I Don't Even Know Your Name"                | 1  | —   | 4  |            | Who I Am                                     |
| 1995                                                                     | "Tall, Tall Trees"                           | 1  | —   | 1  |            | The Greatest Hits Collection                 |
| 1996                                                                     | "I'll Try"                                   | 1  | —   | 5  |            | The Greatest Hits Collection                 |
| 1996                                                                     | "Home"[A]                                    | 3  | —   | 5  |            | The Greatest Hits Collection                 |
| 1996                                                                     | "Little Bitty"                               | 1  | 58  | 2  |            | Everything I Love                            |
| 1997                                                                     | "Everything I Love"                          | 9  | —   | 6  |            | Everything I Love                            |
| 1997                                                                     | "Who's Cheatin' Who"                         | 2  | —   | 3  |            | Everything I Love                            |
| 1997                                                                     | "There Goes"                                 | 1  | —   | 1  |            | Everything I Love                            |
| 1997                                                                     | "Between the Devil and Me"                   | 2  | —   | 3  |            | Everything I Love                            |
| 1998                                                                     | "A House with No Curtains"                   | 18 | —   | 14 |            | Everything I Love                            |
| 1998                                                                     | "I'll Go On Loving You"                      | 3  | —   | 2  |            | High Mileage                                 |
| 1998                                                                     | "Right on the Money"                         | 1  | 43  | 1  |            | High Mileage                                 |
| 1999                                                                     | "Gone Crazy"                                 | 4  | 43  | 3  |            | High Mileage                                 |
| 1999                                                                     | "Little Man"                                 | 3  | 39  | 4  |            | High Mileage                                 |
| 1999                                                                     | "Pop a Top"                                  | 6  | 43  | 2  |            | Under the Influence                          |
| 2000                                                                     | "The Blues Man"                              | 37 | —   | 29 |            | Under the Influence                          |
| 2000                                                                     | "It Must Be Love"                            | 1  | 37  | 4  |            | Under the Influence                          |
| 2000                                                                     | "www.memory"                                 | 6  | 45  | *  |            | When Somebody Loves You                      |
| "—" denotes releases that did not chart * denotes unknown peak positions |                                              |    |     |    |            |                                              |

### 2001-2010
| 2001                                    | "When Somebody Loves You"                         | 5  | 52  | —  | —  |            | When Somebody Loves You |
| 2001                                    | "Where I Come From"                               | 1  | 34  | —  | —  |            | When Somebody Loves You |
| 2001                                    | "It's Alright to Be a Redneck"                    | 53 | —   | —  | —  |            | When Somebody Loves You |
| 2001                                    | "Where Were You (When the World Stopped Turning)" | 1  | 28  | —  | —  |            | Drive                   |
| 2002                                    | "Drive (For Daddy Gene)"                          | 1  | 28  | —  | —  |            | Drive                   |
| 2002                                    | "Work in Progress"                                | 3  | 35  | —  | —  |            | Drive                   |
| 2002                                    | "That'd Be Alright"                               | 2  | 29  | —  | —  |            | Drive                   |
| 2003                                    | "It's Five O'Clock Somewhere" (com Jimmy Buffett) | 1  | 17  | —  | —  | - US: Ouro | Greatest Hits Volume II |
| 2003                                    | "Remember When"                                   | 1  | 29  | —  | —  | - US: Ouro | Greatest Hits Volume II |
| 2004                                    | "Too Much of a Good Thing"                        | 5  | 46  | —  | —  |            | What I Do               |
| 2004                                    | "Monday Morning Church"                           | 5  | 54  | —  | —  |            | What I Do               |
| 2005                                    | "The Talkin' Song Repair Blues"                   | 18 | 99  | —  | —  |            | What I Do               |
| 2005                                    | "USA Today"                                       | 18 | 107 | —  | —  |            | What I Do               |
| 2006                                    | "Like Red on a Rose"                              | 15 | 80  | 97 | —  |            | Like Red on a Rose      |
| 2007                                    | "A Woman's Love"[B]                               | 5  | 73  | —  | —  |            | Like Red on a Rose      |
| 2007                                    | "Small Town Southern Man"                         | 1  | 42  | 89 | 62 |            | Good Time               |
| 2008                                    | "Good Time"                                       | 1  | 40  | —  | 57 | - US: Ouro | Good Time               |
| 2008                                    | "Country Boy"                                     | 1  | 49  | —  | 61 |            | Good Time               |
| 2009                                    | "Sissy's Song"                                    | 9  | 61  | —  | 67 |            | Good Time               |
| 2009                                    | "I Still Like Bologna"                            | 32 | —   | —  | —  |            | Good Time               |
| 2010                                    | "It's Just That Way"                              | 16 | 103 | —  | —  |            | Freight Train           |
| 2010                                    | "Hard Hat and a Hammer"                           | 17 | 107 | —  | 99 |            | Freight Train           |
| 2010                                    | "Ring of Fire"                                    | 45 | —   | —  | —  |            | 34 Number Ones          |
| "—" denotes releases that did not chart |                                                   |    |     |    |    |            |                         |

### 2011-2020
| Ano  | Single                                    | Posiçãonas paradas | Álbum             |
| Ano  | Single                                    | US Country         | Álbum             |
| ---- | ----------------------------------------- | ------------------ | ----------------- |
| 2011 | "Long Way to Go"[C]                       | 24                 | Thirty Miles West |
| 2012 | "So You Don't Have to Love Me Anymore"[C] | 22                 | Thirty Miles West |
| 2012 | "You Go Your Way"[C]                      | -                  | Thirty Miles West |

## Outros singles

### Singles exibidos
| 1996                                    | "Redneck Games"                  | Jeff Foxworthy       | 42 | 66 | 79 | —  | Crank It Up: The Music Album |
| 2005                                    | "You Ain't Just Whistlin' Dixie" | The Bellamy Brothers | —  | —  | —  | —  | Angels & Outlaws, Vol. 1     |
| 2006                                    | "Barefootin'"                    | Jimmy Buffett        | —  | —  | —  | —  | Hoot (soundtrack)            |
| 2010                                    | "As She's Walking Away"          | Zac Brown Band       | 1  | 34 | —  | 64 | You Get What You Give        |
| "—" denotes releases that did not chart |                                  |                      |    |    |    |    |                              |

### Outras canções listadas
| 1991                                    | "I Only Want You for Christmas"                            | 41 | —  | Honky Tonk Christmas                                    |
| 1993                                    | "Tropical Depression"                                      | 75 | —  | A Lot About Livin' (And a Little 'Bout Love)            |
| 1993                                    | "Tequila Sunrise"                                          | 64 | —  | Common Thread: The Songs of the Eagles                  |
| 1993                                    | "Honky Tonk Christmas"                                     | 53 | —  | Honky Tonk Christmas                                    |
| 1994                                    | "A Good Year for the Roses" (com George Jones)             | 56 | 65 | The Bradley Barn Sessions (álbum de George Jones )      |
| 1994                                    | "Honky Tonk Christmas" (reentrada)                         | 59 | —  | Honky Tonk Christmas                                    |
| 1995                                    | "I Only Want You for Christmas" (reentrada)                | 48 | —  | Honky Tonk Christmas                                    |
| 1996                                    | "Rudolph the Red-Nosed Reindeer"                           | 56 | —  | Star of Wonder - A Country Christmas Collection         |
| 1997                                    | "A Holly Jolly Christmas"                                  | 51 | —  | Honky Tonk Christmas                                    |
| 1997                                    | "I Only Want You for Christmas" (reentrada)                | 48 | —  | Honky Tonk Christmas                                    |
| 1999                                    | "She Just Started Liking Cheatin' Songs"                   | 72 | —  | Under the Influence                                     |
| 1999                                    | "My Own Kind of Hat"                                       | 71 | —  | Under the Influence                                     |
| 1999                                    | "Margaritaville" (com Jimmy Buffett)                       | 63 | —  | Under the Influence                                     |
| 2000                                    | "Murder on Music Row" (com George Strait)                  | 38 | 47 | Latest Greatest Straitest Hits (álbum de George Strait) |
| 2000                                    | "Three Minute Positive Not Too Country Up-Tempo Love Song" | 72 | —  | When Somebody Loves You                                 |
| 2002                                    | "Designated Drinker" (com George Strait)                   | 44 | —  | Drive                                                   |
| 2002                                    | "Let It Be Christmas"                                      | 37 | —  | Let It Be Christmas                                     |
| 2002                                    | "Jingle Bells"                                             | 58 | —  | Let It Be Christmas                                     |
| 2003                                    | "Just Put a Ribbon in Your Hair"                           | 51 | —  | A Very Special Acoustic Christmas                       |
| "—" denotes releases that did not chart |                                                            |    |    |                                                         |

## Videografia

### Vídeos musicais
| Ano  | Título                                                                                         | Diretor                 |
| ---- | ---------------------------------------------------------------------------------------------- | ----------------------- |
| 1989 | "Blue Blooded Woman"                                                                           | Peter Lippman           |
| 1990 | "Here in the Real World"                                                                       | Jim May                 |
| 1990 | "Wanted"                                                                                       | Bing Sokolsky           |
| 1990 | "Chasin' That Neon Rainbow"                                                                    | Jack Cole               |
| 1991 | "Don't Rock the Jukebox"                                                                       | Julien Temple           |
| 1991 | "Someday"                                                                                      | Mark Lindquist          |
| 1991 | "I Only Want You for Christmas"                                                                | Jim May                 |
| 1992 | "I Don't Need Your Rockin' Chair" (George Jones & Friends)                                     | Marc Ball               |
| 1992 | "Midnight in Montgomery"                                                                       | Jim Shea                |
| 1992 | "She's Got the Rhythm (And I Got the Blues)"                                                   | Jim Shea                |
| 1993 | "Tonight I Climbed the Wall"                                                                   | Jim Shea                |
| 1993 | "Chattahoochee"                                                                                | Martin Kahan            |
| 1993 | "Mercury Blues"                                                                                | Piers Plowden           |
| 1993 | "The Angels Cried" (c/ Alison Krauss)                                                          | Tom Calabrese           |
| 1994 | "(Who Says) You Can't Have It All"                                                             | Piers Plowden           |
| 1994 | "Summertime Blues"                                                                             | Michael Salomon         |
| 1994 | "Livin' on Love"                                                                               | Piers Plowden           |
| 1994 | "Gone Country"                                                                                 | Michael Oblowitz        |
| 1994 | "A Good Year for the Roses" (c/ George Jones)                                                  | Gerry Wenner            |
| 1995 | "Song for the Life"                                                                            | Piers Plowden           |
| 1995 | "I Don't Even Know Your Name"                                                                  | Piers Plowden           |
| 1995 | "Tall, Tall Trees"                                                                             | Sherman Halsey          |
| 1996 | "Redneck Games" (c/ Jeff Foxworthy)                                                            | Coke Sams               |
| 1996 | "Little Bitty"                                                                                 | Roger Pistole           |
| 1997 | "Who's Cheatin' Who"                                                                           | Brad Fuller             |
| 1998 | "I'll Go On Loving You"                                                                        | Steven Goldmann         |
| 1999 | "Little Man"                                                                                   | Steven Goldmann         |
| 1999 | "Pop a Top"                                                                                    | Steven Goldmann         |
| 2000 | "www.memory"                                                                                   | Morgan Lawley           |
| 2001 | "When Somebody Loves You"                                                                      | Chris Rogers            |
| 2001 | "It's Alright to Be a Redneck"                                                                 | Steven Goldmann         |
| 2001 | "Where Were You (When the World Stopped Turning)" (Live from the 2001 CMA Awards)              | Paul Miller             |
| 2002 | "Drive (For Daddy Gene)"                                                                       | Steven Goldmann         |
| 2002 | "Let It Be Christmas" (Live)                                                                   | Alan Carter             |
| 2002 | "That'd Be Alright"                                                                            | Steven Goldmann         |
| 2003 | "It's Five O'Clock Somewhere" (c/ Jimmy Buffett)                                               | Trey Fanjoy             |
| 2003 | "Remember When"                                                                                | Trey Fanjoy             |
| 2004 | "Hey Good Lookin'" (com Jimmy Buffett, Clint Black, Kenny Chesney, Toby Keith & George Strait) | Trey Fanjoy/Stan Kellam |
| 2004 | "Too Much of a Good Thing"                                                                     | David McClister         |
| 2004 | "Monday Morning Church"                                                                        | Kristin Barlowe         |
| 2005 | "The Talkin' Song Repair Blues"                                                                | Margaret Malandruccolo  |
| 2006 | "Are You Washed in the Blood/I'll Fly Away Medley"                                             | James Burton Yockey     |
| 2006 | "Like Red on a Rose"                                                                           | Randee St. Nicholas     |
| 2007 | "A Woman's Love"                                                                               | Honey                   |
| 2007 | "Small Town Southern Man"                                                                      | Roman White             |
| 2008 | "Good Time"                                                                                    | Trey Fanjoy             |
| 2008 | "Country Boy" (Excerpt from CMT Giants; com Dierks Bentley, Brad Paisley, e George Strait)     | Ryan Polito             |
| 2008 | "Country Boy"                                                                                  | Scott Scovill           |
| 2009 | "Sissy's Song"                                                                                 | Scott Scovill           |
| 2009 | "I Still Like Bologna"                                                                         | Scott Scovill           |
| 2010 | "It's Just That Way"                                                                           | Roman White             |
| 2010 | "Hard Hat and a Hammer"                                                                        | Theresa Wingert         |
| 2010 | "As She's Walking Away" (com Zac Brown Band)                                                   | Darren Doane            |